# Karin Swanström
Karin Swanström (13 de junio de 1873 - 5 de julio de 1942) fue una actriz y directora teatral y cinematográfica de nacionalidad sueca.

## Biografía

### Inicios
Nacida en Norrköping, Suecia, su nombre completo era Karin Sofia Svanström. Era hija del veterinario Johan Viktor Ferdinand Svanström, y de Emelie Johanna Katarina Pilgren.
Se conoce poco sobre su vida antes de ser aceptada para estudiar en la escuela del Teatro Dramaten en 1890, cuando tenía diecisiete años de edad. Reconocida su habilidad interpretativa por su actuación en dos obras teatrales estudiantiles, en 1892 dejó la escuela del Dramaten, siendo empleada por el mismo teatro, formando parte de su elenco durante cinco años. En 1897 pasó a la Compañía Selander, dirigida por Hjalmar y Concordia Selander, y en 1899 pasó a formar parte de la compañía del Teatro Sueco de Helsinki.

### Carrera
Cuando volvió a Suecia en 1904, fundó una compañía teatral propia, la Compañía Karin Swanström, que ella dirigió, y que estuvo activa hasta los primeros años 1920. Además, entre 1921 y 1925 impartió clases de interpretación en Estocolmo . En esa misma época se inició en el cine mudo, debutando en 1921 con el film de Mauritz Stiller De landsflyktige, consiguiendo críticas muy positivas. Dos años más tarde, Swanström fue directora de producción de Bonnierfilm, y en el mismo año dirigió su primera película, producida por AB Svensk Filmindustri.

#### Boman på utställningen
Este film era una comedia ambientada en la feria de Gotemburgo en 1923. Swanström tuvo que compartir su puesto como directora en los créditos con el guionista Oscar Rydqvist . Con críticas dispares, el film fue considerado una excusa para documentar la feria de Gotemburgo.
Tras Boman på utställningen, protagonizó seis cintas mudas, siendo dos de ellas las dos partes de Gösta Berlings saga. De las seis cintas, únicamente dos fueron producidas por Bonnierfilm, por lo que su cargo como directora de producción no le impidió actuar con estudios de la competencia. Pero su año de mayor actividad fue 1925. No solo se dedicaba a la enseñanza, sino que también dirigió dos películas, además de su trabajo como actriz.

#### Kalle Utter
Kalle Utter fue la segunda película de Swanström, y en ella fue la única que aparecía como directora en los créditos. En Estocolmo el film fue un éxito de crítica. Fueron positivas las reseñas de medios como Arbetaren o críticos como Jens Flik, aunque hubo una recepción negativa a la interpretación del actor protagonista, Anders de Wahl.

#### Flygande Holländren
El estreno de Flygande Holländren tuvo una fría acogida. Se consideraba endeble la adaptación a la pantalla que Hjalmar Bergman llevó a cabo de su propio libro. La historia fue acogida como falta de fuerza y desenfocada. Varios críticos recalcaron que el film era más teatral que cinematográfico. Flygande Holländren fue la primera película que Karin Swanström dirigía para su nuevo estudio Skandinavisk, creado a partir de la base de Bonnierfilm.
En 1926, Karin Swanström obtuvo una serie de comedias propias en el Teatro Oscar de Estocolmo, las cuales se representaron hasta el año.

#### Flickan i frack
Este film fue el último dirigido por Karin Swanström, y uno de los mejores. Pero la crítica no fue positiva. Sin embargo, se alabó a Magda Holm, la actriz protagonista con el papel de Katja, por su actuación y su expresividad.

### Época sonora
A partir de entonces, Swanström se dedicó a la actuación, tanto en el teatro como en el cine. En julio de 1934 fue empleada por AB Svensk Filmindustri, trabajando como productora, asesora artística, y directora de producción. En este último papel, y siendo su marido también director de producción, ellos encargados de ese puesto en AB Svensk Filmindustri entre 1934 y 1941.
Karin Swanström falleció en 1942 en Estocolmo, Suecia. Tenía 69 años de edad. Le sobrevivió su esposo, Stellan Claësson.

## Teatro

### Actor
- 1891 : Mellan barken och trädet, de Ernst Lundquist, Kungliga Dramatiska Teatern[7]
- 1922 : Babyn, de Hans Sturm y Fritz Jakobstedter, escenografía de Nils Arehn, Blancheteatern[8]
- 1923 : Fruns båda män, de Félix Gandéra y André Mouézy-Éon, escenografía de Karin Swanström, Folkan[9]
- 1924 : Odygdens belöning, de Félix Gandéra y Claude Gevel, escenografía de Karin Swanström, Blancheteatern[10]
- 1925 : En sensation hos Mrs Beam, de Charles Kirkpatrick Munro, escenografía de Ernst Eklund, Blancheteatern[11]
- 1925 : Mr Pim tittar in, de A.A. Milne, escenografía de Mathias Taube, Blancheteatern[12]
- 1926 : Vad varje kvinna vet, de J. M. Barrie, escenografía de Pauline Brunius, Teatro Oscar[13]
- 1926 : Moloch, de Erik Lindorm, escenografía de John W. Brunius, Teatro Oscar[14][15]
- 1927 : Geografi och kärlek, de Bjørnstjerne Bjørnson, escenografía de John W. Brunius, Teatro Oscar[16][17]
- 1927 : Hennes sista bedrift, de Frederick Lonsdale, escenografía de Pauline Brunius, Teatro Oscar[18]
- 1927 : Dibbuk - Mellan tvenne världar, de S. Ansky, escenografía de Robert Atkins, Teatro Oscar[19][20]
- 1927 : Bättre folk, de Avery Hopwood y David Gray, escenografía de Pauline Brunius, Teatro Oscar[21][22][23]
- 1928 : Daglannet, de Bjørnstjerne Bjørnson, escenografía de Pauline Brunius, Teatro Oscar[24]
- 1928 : Rötmånad, de Erik Lindorm, escenografía de John W. Brunius, Teatro Oscar[25][26]
- 1928 : Skandalskolan, de Richard Brinsley Sheridan, escenografía de Johannes Poulsen, Teatro Oscar[27][28][29]
- 1928 : Broadway, de Philip Dunning y George Abbott, escenografía de Mauritz Stiller, Teatro Oscar[30][31]
- 1929 : Lilla cyklon, de George M. Cohan, escenografía de Pauline Brunius, Teatro Oscar[32]
- 1929 : Den kungliga familjen, de George S. Kaufman y Edna Ferber, escenografía de Rune Carlsten, Teatro Oscar[33]
- 1929 : Vid 37de gatan, de Elmer Rice, escenografía de Svend Gade, Teatro Oscar[34][35]
- 1930 : Den stora kärleken, de Paul Géraldy y Robert Spitzer, escenografía de Gösta Ekman, Teatro Oscar[36]
- 1930 : En liten olycka, de Floyd Dell y Thomas Mitchell, escenografía de Gösta Ekman, Oscarsteatern[37]
- 1930 : Bruden, de Stuart Oliver y George M. Middleton, escenografía de Rune Carlsten, Teatro Oscar[38][39]
- 1930 : Farmors revolution, de Jens Locher, escenografía de Pauline Brunius, Teatro Oscar[40][41]
- 1930 : Gustav Vasa, de August Strindberg, escenografía de Gunnar Klintberg, Teatro Oscar[42]
- 1930 : Mordet i andra våningen, de Frank Vosper, escenografía de John W. Brunius, Teatro Oscar[43]
- 1931 : Det svaga könet, de Édouard Bourdet, escenografía de Max Reinhardt, Teatro Oscar[44]
- 1931 : 9 till 6, de Aimée Stuart y Philip Stuart, escenografía de Pauline Brunius, Teatro Oscar[45]
- 1932 : En gentleman?, de H.M. Harwood, escenografía de Pauline Brunius, Teatro Oscar[46]
- 1932 : Fanny, de Marcel Pagnol, escenografía de Pauline Brunius, Teatro Oscar[47]
- 1933 : Fruns båda män, de Félix Gandéra y André Monetzi-Eon, escenografía de Karin Swanström, gira[48]

### Directora
- 1924 : Odygdens belöning, de Félix Gandéra y Claude Gevel, Blancheteatern[49]
- 1933 : Les Deux Monsieur de Madame, de Félix Gandéra y André Monetzi-Eon, gira

## Selección de su filmografía

### Actriz
- 1921 : De landsflyktige
- 1923 : Boman på utställningen
- 1923 : Anna-Clara och hennes bröder
- 1923 : Hemslavinnor
- 1924 : Unge greven ta'r flickan och priset
- 1924 : Gösta Berlings saga
- 1925 : Styrman Karlssons flammor
- 1925 : Kalle Utter
- 1925 : Flygande holländaren
- 1925 : Skeppargatan 40
- 1926 : Flickorna Gyurkovics
- 1926 : Flickan i frack
- 1927 : Förseglade läppar
- 1927 : Spökbaronen
- 1927 : En perfekt gentleman
- 1927 : Hans engelska fru
- 1927 : Bara en danserska
- 1928 : Hans Kungl. Höghet shinglar
- 1928 : Gustaf Wasa del I
- 1928 : Gustaf Wasa del II
- 1928 : Parisiskor
- 1930 : När rosorna slå ut
- 1931 : Lika inför lagen
- 1931 : Halvvägs till himlen
- 1931 : En natt
- 1931 : Trötte Teodor
- 1931 : Trådlöst och kärleksfullt
- 1931 : Generalen
- 1931 : Längtan till havet
- 1932 : Vi som går köksvägen
- 1932 : Sten Stensson Stéen från Eslöv på nya äventyr
- 1932 : Svärmor kommer
- 1932 : Svarta rosor
- 1933 : Giftasvuxna döttrar
- 1934 : Fasters millioner
- 1935 : Äktenskapsleken
- 1935 : Kärlek efter noter
- 1935 : Swedenhielms
- 1936 : Äventyret
- 1936 : Bröllopsresan
- 1936 : Familjens hemlighet
- 1936 : På Solsidan
- 1936 : Släkten är värst
- 1937 : Ryska snuvan
- 1938 : Styrman Karlssons flammor
- 1938 : Den stora kärleken
- 1939 : Sjöcharmörer
- 1940 : Stål
- 1940 : Juninatten
- 1942 : Morgondagens melodi

### Directora
- 1923 : Boman på utställningen
- 1925 : Kalle Utter
- 1925 : Flygande holländaren
- 1926 : Flickan i frack

### Productora
- 1940 : Stora famnen
- 1941 : Springpojkar är vi allihopa!